# Cephalobus oxyuroides
Cephalobus oxyuroides is een rondwormensoort uit de familie van de Cephalobidae. De wetenschappelijke naam van de soort is voor het eerst geldig gepubliceerd in 1876 door de Man.